# Манія (село)
Ма́нія (ест. Manija küla) — село в Естонії, у волості Тистамаа повіту Пярнумаа на острові Манілайд.

## Географія
Село розташоване на острівці Манілайд (Manilaid) у Ризькій затоці. Село з материковою частиною з'єднує пором, що курсує до села Лао.

## Клімат
У селі континентальний клімат. Середньорічна температура становить 6 °С. Найтепліший місяць — серпень, середня температура становить 18 °С, найпрохолодніший місяць — січень, з середньою температурою -4 °С.
| Кліматограма Манія                                                   | Кліматограма Манія | Кліматограма Манія | Кліматограма Манія | Кліматограма Манія | Кліматограма Манія | Кліматограма Манія | Кліматограма Манія | Кліматограма Манія | Кліматограма Манія | Кліматограма Манія | Кліматограма Манія |
| -------------------------------------------------------------------- | ------------------ | ------------------ | ------------------ | ------------------ | ------------------ | ------------------ | ------------------ | ------------------ | ------------------ | ------------------ | ------------------ |
| С                                                                    | Л                  | Б                  | К                  | Т                  | Ч                  | Л                  | С                  | В                  | Ж                  | Л                  | Г                  |
| 0 −2 −5                                                              | 0 −5               | 0 3 −3             | 0 5 −1             | 0 11 7             | 0 15 12            | 0 18 16            | 0 19 17            | 0 14 12            | 0 9 4              | 0 2 1              | 0 2 −1             |
| Середня макс. і мін. температури повітря (°C) Атмосферні опади (мм), |                    |                    |                    |                    |                    |                    |                    |                    |                    |                    |                    |

## Населення
Чисельність населення станом на 2017 рік становила 53.
| 2006 | 2011 | 2015 | 2016 | 2017 |
| 49   | ↘ 31 | ↗ 45 | ↗ 51 | ↗ 53 |

## Пам'ятки
У 1933 році на південному мисі острівця був побудований маяк (Manija tulepaak) (58°12′12″ пн. ш. 24°6′0″ сх. д. / 58.20333° пн. ш. 24.10000° сх. д.).

## Пам'ятки природи
На острівцях Манілайд та Аннілайд (Annilaid) територію площею 202 га займає ландшафтний заповідник Манія (Manija maastikukaitseala).
У середині Манілайда (58°12′55″ пн. ш. 24°7′20″ сх. д. / 58.21528° пн. ш. 24.12222° сх. д.) лежить один із найбільших льодовикових валунів Пярнумаа — валун Коккиківі (Kokkõkivi), інша назва — Коткаківі, Kotkakivi, «Орлиний камінь». Висота валуна — 3,5 м, довжина — 6 м, ширина — 3,2 м.

## Галерея

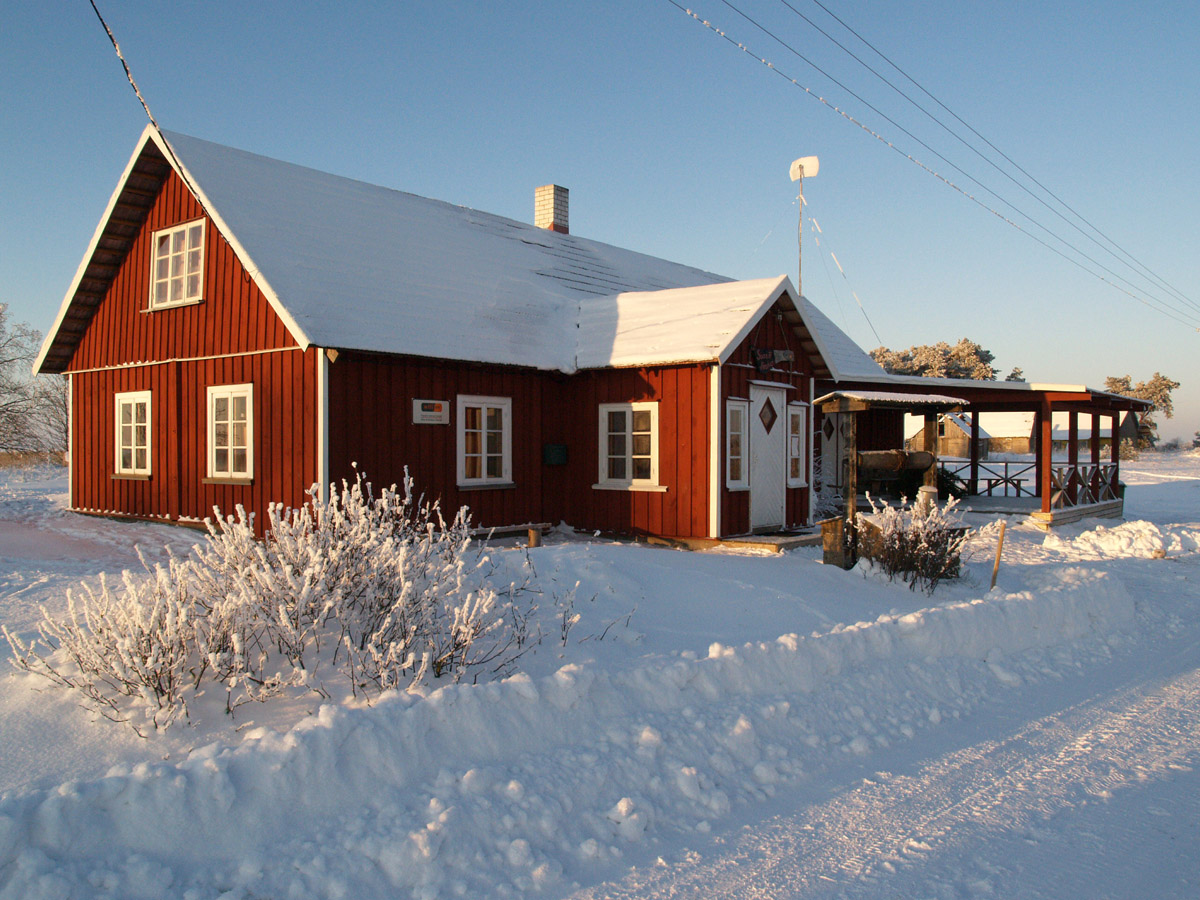
Народний дім
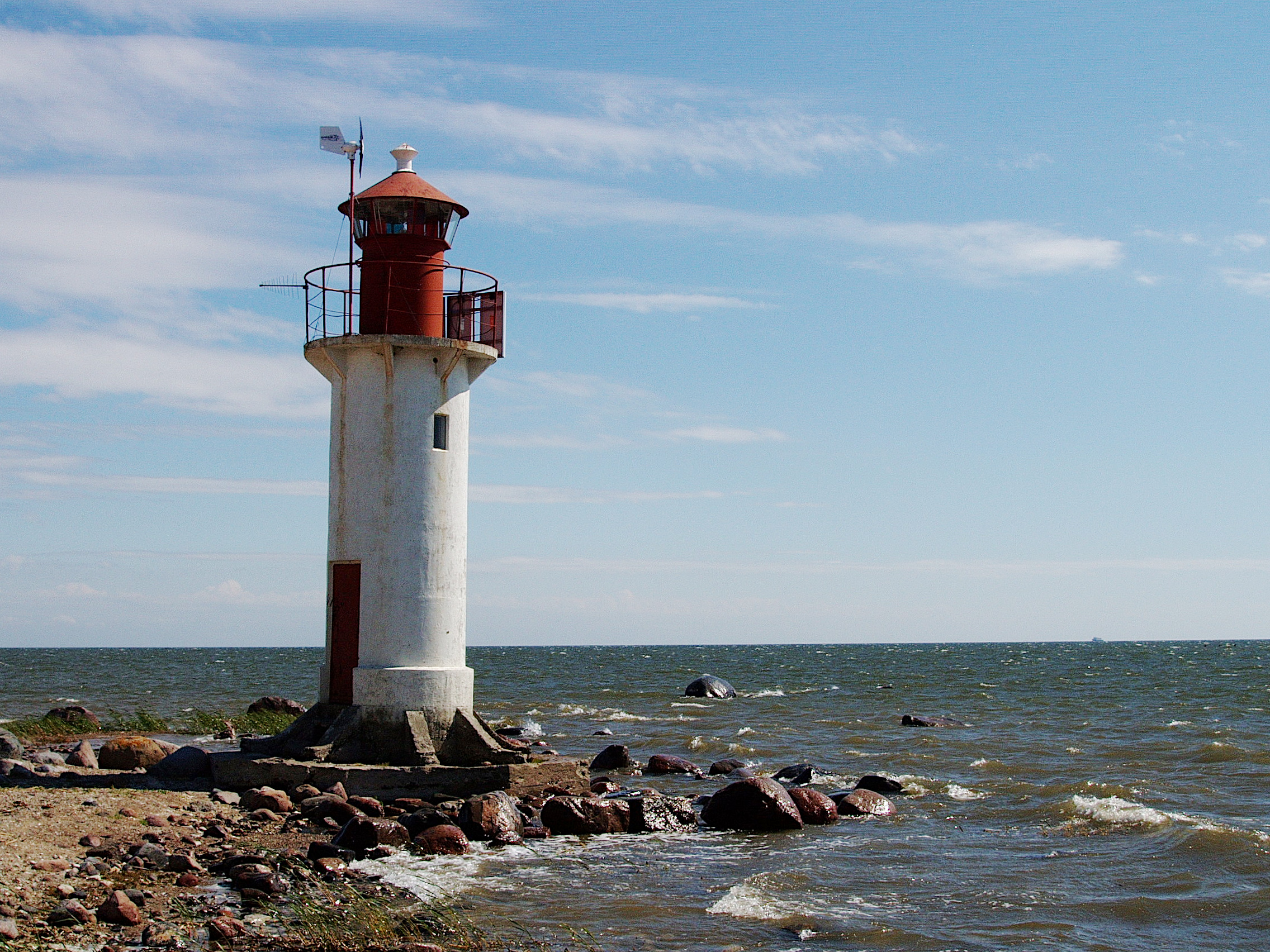
Маяк
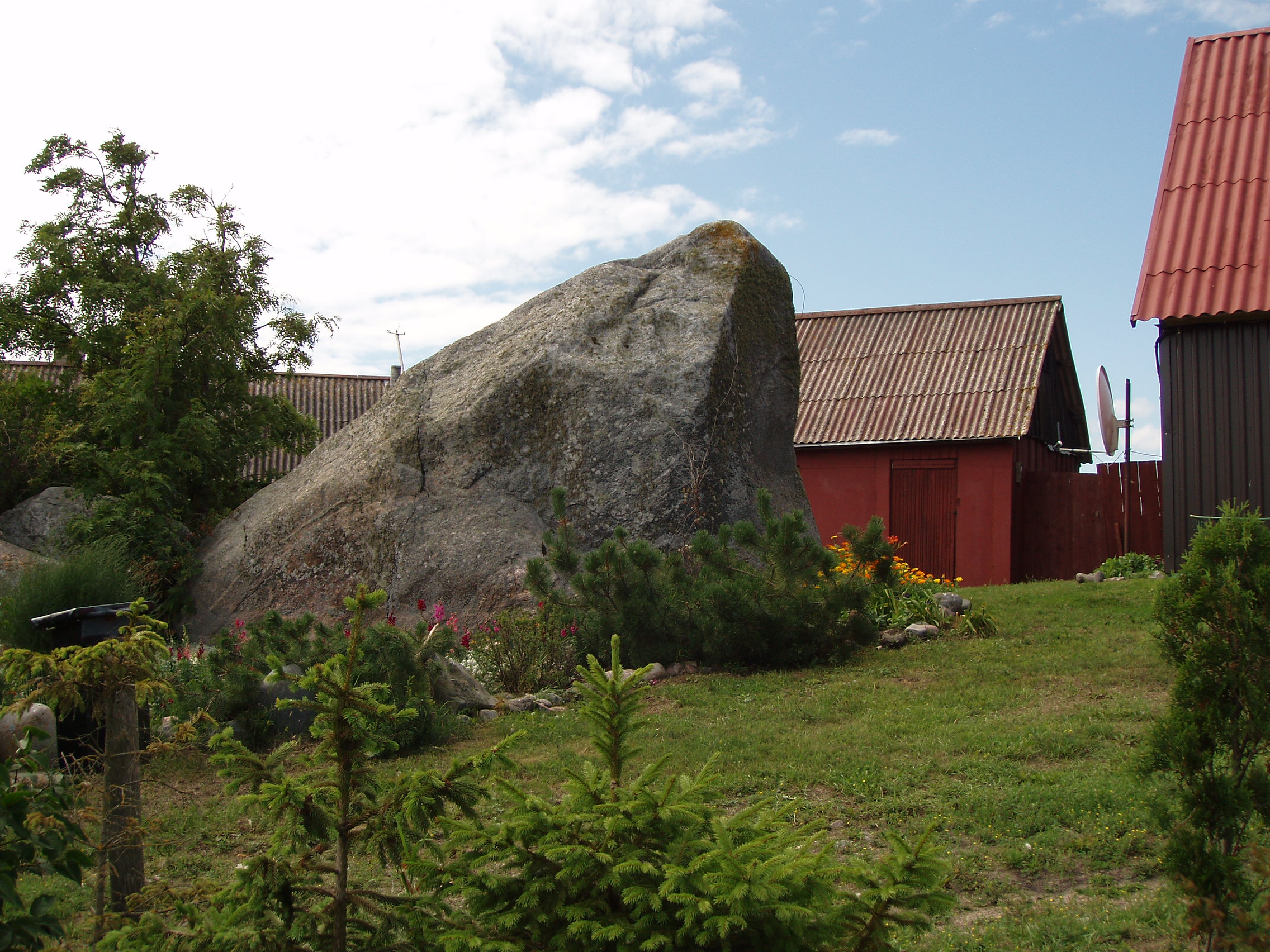
Валун Коккиківі